# Basket-ball hamois
Le Basket-Ball hamois est un club français de basket-ball évoluant au niveau régional 3, mais ayant connu l'élite du championnat de France dans les années 1990. Le club est issu de la ville de Ham.

## Histoire
Le club s'appelle tout d'abord US HAM Basket. Il est créé à l'initiative des parents de jeunes joueurs, et sponsorisé par les différentes usines qui composaient le tissu industriel hamois. La salle d'entraînement et de match était alors un hangar, avant de déménager pour le Gymnase Jean-Moulin à la fin des années 1980. Aujourd'hui les entrainements et les matchs ont toujours lieu au complexe sportif Jean Moulin à Ham, qui est composé de 2 gymnases et d'un dojo.

## Palmarès
- Champion de Pro B (saison 1992-1993)
- Demi-finale de coupe de la Somme 2018
- Champion d'excellence département 2018

## Entraîneurs successifs
- 1981-1991 :  José RAMOS
- 1991-1995 :  Chris Singleton
- 1996-2006 :  Frédéric WAYMEL de son surnom Féfé le turfiste
- 2006-2012 :  Coach CARTER
- 2012-2017 :  André Ratzimbasafy
- 2017-2020 :  Jérôme Salomon
- 2020-2023 :  Mickaël Kerenflech
- 2023-2023 :  Ismaël NIANG
- 2023-202 :  Jérôme Salomon